# 통진 김씨
통진 김씨(泰仁金氏)는 경기도 김포시 통진읍을 본관으로 하는 한국의 성씨이다.
시조 김익지(金益之)은 신라 경순왕의 후손으로, 고려에서 상장군(上將軍)을 지냈다.

## 참고 자료
- “통진김씨(通津金氏)”. 뿌리를 찾아서.[깨진 링크(과거 내용 찾기)]